# Sinterzeug
Sinterzeug (auch Sintergut) ist die Bezeichnung für eine Klasse keramischer Massen, bei welcher der Scherben der erzeugten Produkte oder Gegenstände während des Brennprozesses sintert und somit wasserdicht wird. 
Ausgangsstoffe
Ton oder Kaolin, Quarz, Feldspat, Kalk und teilweise weitere Beimischungen.
Eigenschaften
Wasserdichter gesinterter Scherben, hart, fest ggf. durchscheinend.
Klassifizierung
Diese Klasse keramischer Massen wird wie folgt untergliedert:
- Unterklasse: Steinzeug

- Gruppe: Grobsteinzeug, nicht weißbrennend
- Gruppe: Feinsteinzeug, weiß- oder hellbrennend

- Unterklasse: Porzellan

- Gruppe: Hartporzellan
- Gruppe: Weichporzellan

- Untergruppe: Knochenporzellan, Feines Knochenporzellan

| Keramik | Klasse: Sinterzeug | - Unterklasse: Steinzeug - Unterklasse: Porzellan |